# Only Crime
Only Crime is een Amerikaanse melodische hardcoreband die is opgericht door Good Riddance-zanger Russ Rankin en Bane-gitarist Aaron Dalbec in 2003. De band bestaat tegenwoordig, naast de twee oorspronkelijke leden, uit Bill Stevenson, Dan Kelly, en Matt Hoffman.

## Geschiedenis
Omdat hij vaker op tour wou gaan dan hij toentertijd met Good Riddance ging, besloot Rankin in 2002 om een andere band op te richten. Tijdens het touren met Good Riddance raakte Russ bevriend met Dalbec. Russ besloot Dalbec to vragen om gitarist te worden in zijn nieuwe band, waar Dalbec mee akkoord ging. Zach Blair en zijn broer Doni Blair gingen ook bij Only Crime spelen omdat ook hun band, Hagfish, minder actief was dan ze wilden.
Toen Russ in januari 2003 bezig was in The Blasting Room om het Good Riddance-album Bound by Ties of Blood and Affection op te nemen, vroeg hij aan producer en drummer Bill Stevenson om voor zijn nieuwe band te gaan drummen. De band nam in 2003 een demoalbum op en stuurde dit album op naar twee platenlabels. In februari 2004 begon de band te werken aan nieuw materiaal en aan het opnemen van meer demo's om die naar andere labels te sturen. Only Crime speelde haar eerste show op 15 februari 2004 en tekende een contract bij het label Fat Wreck Chords in april dat jaar. Het debuutalbum was getiteld To the Nines en werd uitgegeven op 12 juli 2004.
Op 23 januari 2007 werd het tweede studioalbum van Only Crime uitgegeven. Het was getiteld Virulence en werd net zoals het voorgaande studioalbum uitgegeven via Fat Wreck Chords. Na de uitgave van Virulence volgde een splitalbum met Outbreak, dat op 26 juni 2007 door Think Fast! Records werd uitgegeven. Een maand na de uitgave van Virulence werd bekend gemaakt dat Zach Blair bij Rise Against zo gaan spelen. Niet lang daarna volgde het nieuws dat hij Only Crime zou verlaten. Hij werd vervangen door Matt Hoffman, gitarist van Modern Life is War. Bassist Doni Blair speelde zijn laatste show met Only Crime op 15 augustus 2007, waarna hij zich meer ging richten op zijn familie en andere muzikale projecten. Hij werd tijdelijk vervangen door Zack Busby, waarna Dan Kelly van The Frisk als permanente bassist voor Only Crime ging spelen.
In 2009 begon de band te werken aan het derde studioalbum. Dit werd echter tijdelijk stopgezet vanwege de langdurige ziekte van Stevenson. In april 2013 maakte Rankin bekend dat het album voltooid was en dat het zou worden uitgegeven in hetzelfde jaar. Het derde studioalbum is getiteld Pursuance en werd uitgegeven door Rise Records op 13 mei 2013.

## Leden
| Huidige leden - Russ Rankin - zang (2003-heden) - Aaron Dalbec - gitaar (2003-heden) - Bill Stevenson - drums (2003-heden) - Matt Hoffman - gitaar (2007-heden) - Dan Kelly - basgitaar (2008-heden) | Voormalige leden - Zach Blair - gitaar (2003-2007) - Doni Blair - basgitaar (2003- 2007) - Zack Busby - basgitaar (2007-2008) |

## Discografie
Studioalbums
- To the Nines (2004)
- Virulence (2007)
- Pursuance (2014)

Splitalbums
- Only Crime and Outbreak (2007)